# 逃離迷途莫比烏斯環/Hop? Stop? Nonstop!
《逃離迷途莫比烏斯環/Hop? Stop? Nonstop!》（日语：／ Tōsō meisō mebiusurūpu/Hoppu? Sutoppu? Nonsutoppu!）為Aqours於2019年1月30日發行的單曲。其中收錄的兩首曲目為電影《Love Live! Sunshine!! 學園偶像電影～彩虹彼端～》的插入曲。

## 概要
本單曲為電影《Love Live! Sunshine!! 學園偶像電影～彩虹彼端～》的劇中插曲第二彈。收錄了《Love Live! Sunshine!! 學園偶像電影～彩虹彼端～》其中的兩首插曲。
本單曲為雙A面單曲。第一首A面曲《逃離迷途莫比烏斯環》為Aqours的三年級生所演唱的學年歌曲。與前作LoveLive的μ's所演唱的歌曲《?←HEARTBEAT》一樣以音樂劇的形式演繹了這首歌曲。其中三人的舞蹈服也融合了過去三年級生曲目裡的元素。
第二首A面曲《Hop? Stop? Nonstop!》則為電影的宣傳曲，MV以義大利景點西班牙階梯為背景，由小原鞠莉擔任C位。並於電影於日本上映首日於官方YouTube頻道釋出了本曲的特別影像。
初回生產特典隨機附送了Aqours成員卡片一枚（全九種），以及演唱會《LoveLive! Sunshine!! Aqours 5th LoveLive! ～Next SPARKLING～》第二天（2019年6月9日）的首輪門票抽選劵，並在不同的店家開始實行了不同的特典活動。

## 影響
本單曲的第二首曲子《Hop? Stop? Nonstop!》於發售首日即於Oricon數位單曲日榜排名第二名，第一首曲子《逃離迷途莫比烏斯環》則在當日排名第五。本單曲也於2019年1月29日的Oricon公信榜日榜以約三萬張的銷量排名第二，並於兩日後的2月1日排名第一。同時前回發售的單曲《我們奔跑而來的道路…/Next SPARKLING!!》於本日則排名第三。之後連續四日Aqours的單曲便持續排名第一與第三。於2019年2月11日的Oricon公信榜週榜本單曲以約8.1萬張的銷量排名第二，僅次於Johnny's WEST的單曲《ホメチギリスト/傷だらけの愛》。前作《我們奔跑而來的道路…/Next SPARKLING!!》同時也排名第四，使Aqours的兩首單曲同時進入了排行榜前五。
Billboard JAPAN方面，本單曲於2019年2月11日的Billboard JAPAN HOT Animation排行榜排名第一。《逃離迷途莫比烏斯環》也於2019年2月9日的Billboard Japan Hot 100週榜排名第二，《Hop? Stop? Nonstop!》則排名第89名。在2019年2月11日的單曲銷量排行榜上以87,871張的推定銷量排名第二。
同時，本單曲與前回發售的單曲《我們奔跑而來的道路…/Next SPARKLING!!》一同獲得了日本唱片協會的金唱片認證。

## 收錄曲
收錄內容中Vocal曲以粗體表示，括號內的中文翻譯僅供參考，並非官方翻譯。
| CD       | CD                               | CD                             | CD             | CD                                                                           | CD    |
| 曲序     | 曲目                             | 作曲                           | 编曲           | 歌手                                                                         | 时长  |
| -------- | -------------------------------- | ------------------------------ | -------------- | ---------------------------------------------------------------------------- | ----- |
| 1.       | （逃離迷途莫比烏斯環）           | 山口朗彥                       | 山口朗彥       | 松浦果南（聲：諏訪七香）、黑澤黛雅（聲：小宮有紗）、小原鞠莉（聲：鈴木愛奈） | 5:29  |
| 2.       | Hop? Stop? Nonstop!              | Kanata Okajima、Keisuke Koyama | Keisuke Koyama | Aqours                                                                       | 3:44  |
| 3.       | （Off Vocal）                    |                                |                |                                                                              | 5:29  |
| 4.       | Hop? Stop? Nonstop!（Off Vocal） |                                |                |                                                                              | 3:44  |
| 总时长： | 总时长：                         | 总时长：                       | 总时长：       | 总时长：                                                                     | 18:26 |

## 外部連結
- Lantis的介紹頁面 （页面存档备份，存于）（日語）